# Arte rupestre del Sahara

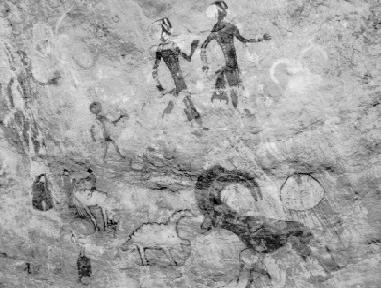
Pinturas rupestres en Tassili n'Ajjer

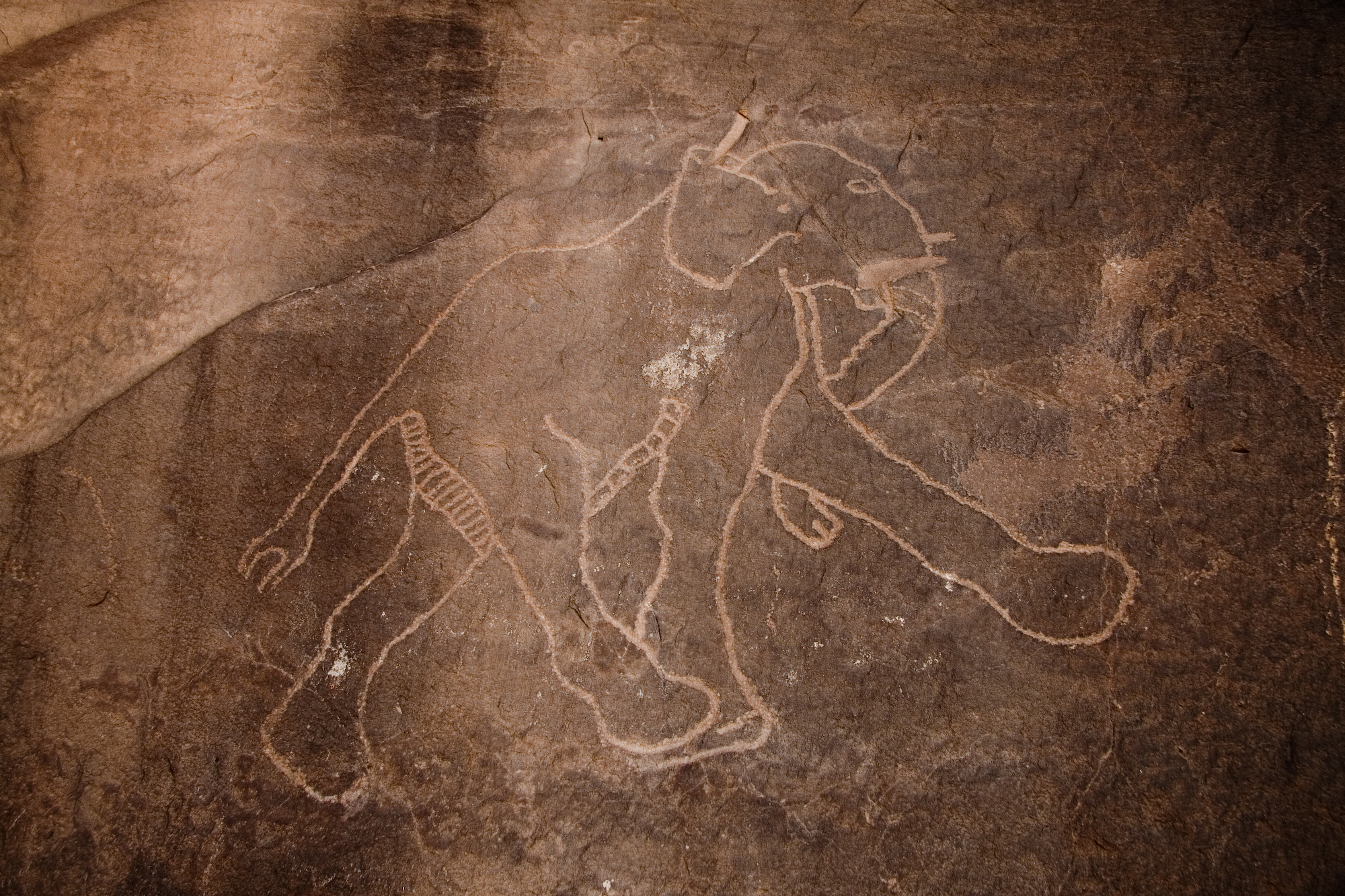
Petroglifos en Tadrart Acacus

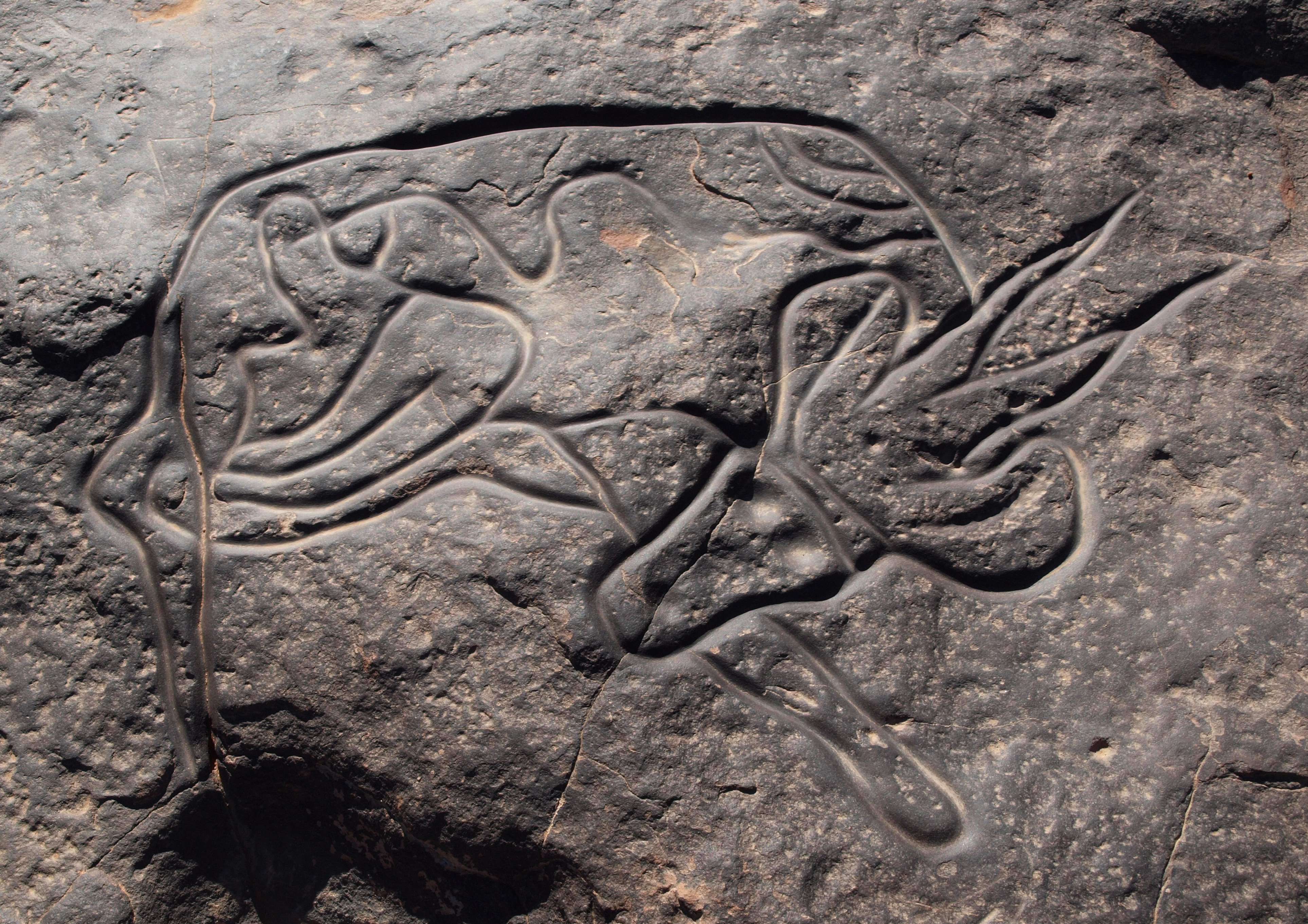
Antílope en Tin Taghirt, en el Tassili n’Ajjer

El arte rupestre del Sahara incluye pinturas y grabados de animales salvajes (elefantes, jirafas, rinocerontes, búfalos, etc.) y domesticados (vacas, ovejas, cabras, caballos y camellos), seres humanos, dibujos abstractos e inscripciones en lenguas tuareg. Se encuentran en los lugares más inhóspitos y son un documento notable sobre la historia de los pueblos que poblaron esta región desde hace al menos doce mil años.

## Primeros descubrimientos
Los primeros grabados registrados en el norte de África se deben a un grupo de oficiales del ejército francés que viajaban por Argelia en 1847. El explorador alemán Heinrich Barth cruzó el Sáhara desde Trípoli hasta Tombuctú en 1850, y encontró grabados similares en el Fezzan. Otro explorador alemán, Friedrich Gerhard Rohlfs, el primer europeo en cruzar todo el norte de África desde Trípoli hasta el golfo de Guinea, hizo el mismo descubrimiento. Tuvo que acabar la Primera Guerra Mundial para que un tercer explorador, esta vez el primer geólogo en profetizar la presencia de grandes recursos energéticos bajo las arenas del desierto, el francés Conrad Kilian, descubriera pinturas de jirafas en 1928. Los frescos de Tassili n’Ajjer fueron descubiertos en 1938, pero fue el francés Henri Lhote quien inició la primera catalogación de estas obras en 1956. En 1954, una expedición italiana, en la que figuraba Paolo Graziosi, descubrió una gran colección de grabados de animales y mujeres en el uadi el Kel.

## Cronología
Las muestras más antiguas de arte rupestre parecen pertenecer a un periodo inmediatamente posterior a la última glaciación. Hace 10 000 años, el clima se volvió más húmedo y el Sahara adquirió el aspecto de una sabana arbolada, con bosques en las montañas, hasta que hace 5000 años empezó a desertizarse, en un proceso que duró hasta hace 3000 años, época en que quedó prácticamente deshabitado.
Muchas de las pinturas, dibujos y grabados que se están descubriendo son de hace incluso más de 12 000 años. En Fezzan se cree que las pinturas se remontan a 30 000 años de antigüedad.
En el arte rupestre del Sahara se pueden distinguir cinco periodos principales:
- Periodo de los grafitis o de los búfalos, de 10.000 a 9000 a. C. (hace 12 000 años). En esta época se representaban a modo de grafitis grandes bóvidos como el Pelorovis (Bubalus antiquus) y escenas de magia y ritos religiosos. Aparecen extrañas criaturas sin cabeza, o con las cabezas redondas, con máscaras que parecen alienígenas, elefantes con cabeza de antílope y estilizadas figuras participando en rituales. Un ejemplo sería el Hombre licaón, de Mesak Mellet. También es conocido como el periodo de la fauna salvaje, por las representaciones de estos animales.
- Periodo de las cabezas redondas, de 9000 a 6000 a. C. Es el más misterioso, por cuanto aparecen representadas personas que parecen llevar extraños cascos como de buzo que han dado lugar a numerosas interpretaciones esotéricas, pero es también un periodo de gran calidad artística.
- Periodo de los cazadores y los pastores, de 7000 a 2500 a. C. A principios de este periodo, las abundantes lluvias permitieron que todos los valles se cubrieran de bosques, pero hacia 5000 a. C., la disminución de las lluvias dio lugar a amplias praderas y a la aparición de rebaños de vacas que aparecen en las pinturas y grabados. También aparecen escenas de cultivos en este periodo posterior. En general, las obras son bastante naturalistas.
- Periodo de los caballos o Garamante, 2000 a 1200 a. C. (hace unos 3500 años) Numerosas representaciones de caballos en la zona de Libia, con carros, ya que se suponía que los garamantes habían inventado la rueda.
- Periodo de los camellos, en torno a 100 a. C. La introducción de los camellos marca el final de una época, ya que la desertización ha hecho que la mayoría de la población se marchara a otra parte.

## Sitios arqueológicos destacables
- Meseta de Gilf Kebir, en el sudoeste de Egipto y el sudeste de Libia, donde hay varios sitios destacables. El más conocido es Wadi Sora, donde se encuentran la Cueva de los Nadadores y la Cueva de las Bestias. En la parte sur de la meseta se encuentra Mogharet el Kantara, entre los uadis Wassa y Firaq, con la cueva de Shaw. Al norte de la meseta hay varios sitios, en los uadis Hamra y Abd el Melik, y en el nordeste y el noroeste del macizo también hay cuevas pintadas.
- Monte Uweinat, Jebel Uweinat o Awaynat, entre Egipto, Libia y Sudán. Se encuentran obras por toda la montaña. En Karkur Talh y Karkur Murr, cerca de Wadi Sora. En el Uweinat Occidental, en Ain Doua, Bu Helega, Karkur Idriss, Karkur Ibrahim y otros. Y en un pequeño macizo granítico en las cercanías de Jebel Uweinat, en Jebel Arkenu, Jebel Kissu y la colina de Yerguehda.
- Mesak Settafet y Mesak Mellet, en Libia. La meseta de Messak, en la región de Fezán, está repleta de uadis que contienen pinturas rupestres. El más destacable es el uadi Matkhendush, aunque también destacan los uadis Tidwa y Al Hayat en el Mesak Mellet.
- Tadrart Acacus, Libia. Cordillera que se halla en el sudoeste de Libia, cerca de la frontera con Argelia, patrimonio de la Humanidad por la importancia de las pinturas rupestres. Destacan Tina Newen, Tashwinat, Wan Amil, Wan Imial, Tin Lebbo y Takdhait. En el norte de esta cordillera, conocido como Jebel Acacus, encontramos un lugar denominado Awiss, donde hay numerosas pinturas de camellos. hay centenares de uadis en la región, de los cuales están catalogados con pinturas rupestres destacables unos sesenta.
- Tibesti, Chad. Montaña volcánica inactiva que alcanza los 3415 m de altura en el norte de Chad y una parte del sur de Libia, con más de 200 sitios que poseen en torno a 1800 grabados y un centenar de pinturas rupestres.
- Tassili n'Ajjer, Argelia. Meseta situada en el sudeste de Argelia con más de 15.000 grabados y pinturas rupestres, una de las zonas más importantes del Sahara.
- Arte rupestre del sur de Orán Situadas a lo largo del Atlas, en Marruecos y Argelia, incluyen varios sitios en Figuig, Aïn Séfra, El Bayadh, Aflou y Tiaret, así como en la región de Djelfa.
- Ahaggar, Argelia. Macizo situado al sur de Argelia que forma una cadena de montañas en las que se encuentran abundantes muestras de arte rupestre.
- Desierto de Teneré. Es una de las regiones más secas y áridas del Sahara, entre Níger y Chad, pero aun así posee varios enclaves importantes, el más destacable de los cuales son las jirafas de Dabous, en un espolón de las montañas de Air. También hay grabados o pinturas en Termit, Dibella, Guedeza Keita y Do Dimmi.
- Río Draa, Marruecos. Bordea por el sur las montañas del Atlas, donde nace, hasta el Mediterráneo, y su recorrido está lleno de oasis. Sin embargo, su arte es sahariano, y hay lugares destacables como los petroglifos de Foum Chenna, los grabados de Aït Ouaazik, Tiouririne y Tisguinine.
- Montañas de Air, Níger. Macizo montañoso situado al norte de Agadez que bordea por el norte el desierto del Teneré. Entre ambos se sitúan las jirafas de Dabous antes mencionadas. En el Air hay obras que se alargan desde el Neolítico subpluvial hasta el año 1000 y que muestran todo el proceso de desertificación de la región.
- Meseta de Ennedi. Situada en el nordeste de Chad y refugio de los últimos cocodrilos del desierto, posee varios sitios muy interesantes, como Niola Doa, Terkei Kassala o Mornou.